# Tai Ding
Tai Ding (chiń. 太丁) albo Da Ding (chiń. 大丁) – najstarszy syn króla Cheng Tanga, założyciela dynastii Shang. Był przewidywany jako następca tronu, jednak zmarł nagle w młodym wieku na krótko po śmierci ojca. Następcą tronu został, w tej sytuacji, jego brat – Wai Bing, a po jego śmierci drugi brat Zhong Ren (ostatni syn Cheng Tanga). Kolejnym władcą został syn Tai Dinga – Tai Jia.
W starożytna chińska kronika Zapiski historyka Sima Qian informuję, że Da Ding zmarł zanim zdążył oficjalnie objąć władzę po śmierci ojca. Otrzymał pośmiertne imię Tai Ding (太丁), a tron przejął jego młodszy brat Wai Bing.
Z kolei inskrypcje na kościach wyroczni odkrytych w Yinxu mówią, że był on drugim królem Shang, któremu pośmiertnie nadano imię Da Ding (大丁).